# فلادا أفراموف
فلادا أفراموف (بالسيريلية الصربية: Влада Аврамов)، من مواليد 5 ابريل 1979 في نوفي ساد في يوغسلافيا، لاعب كرة قدم صربي.
بدأ مسيرته الكروية مع نادي فويفودينا في عام 1999، ولعب معهم حتى عام 2001، وفي عام 2001 انتقل إلى نادي فيتشينزا الإيطالي، ولعب معهم حتى عام 2006، وشارك معهم في 86 مباراة، وفي موسم 2005/2006 أعير إلى نادي بيسكارا الإيطالي، ولعب معهم 26 مباراة، وفي عام 2006 انتقل إلى نادي فيورنتينا الإيطالي، وفي عام 2006 أعير إلى نادي تريفيزو الإيطالي.
و قد بدأ باللعب مع منتخب صربيا لكرة القدم في عام 2006.

## روابط خارجية
- فلادا أفراموف على موقع الاتحاد الأوربي (الإنجليزية)
- فلادا أفراموف على موقع رابطة كرة القدم اليابانية للمحترفين (اليابانية)
- فلادا أفراموف على موقع إي إس بي إن إف سي (الإنجليزية)
- فلادا أفراموف على موقع قاعدة بيانات كرة القدم.إي يو (الإنجليزية)
- فلادا أفراموف على موقع ناشيونال فوتبول تيمز (الإنجليزية)
- فلادا أفراموف على موقع Soccerbase.com (لاعب) (الإنجليزية)
- فلادا أفراموف على موقع Soccerway.com (الإنجليزية)
- فلادا أفراموف على موقع عالم كرة القدم.نت (الإنجليزية)
- فلادا أفراموف على موقع كووورة
- فلادا أفراموف على موقع AS.com (الإسبانية)